# مسعود مصدق
مسعود مصدق سرتیپ پاسدار فرماندهی انتظامی جمهوری اسلامی ایران است، که هم‌اکنون به‌عنوان فرمانده یگان‌های ویژه فراجا فعالیت می‌کند.
مصدق از ۱۳۹۱ تا ۱۳۹۶ فرماندهی تیپ سوم امام حسین یگان ویژه ناجا را برعهده داشت، از ۱۳۹۶ تا ۱۳۹۸ به‌عنوان فرمانده یگان امداد فرماندهی انتظامی تهران بزرگ فعالیت می‌کرد، در فاصله سال‌های ۱۳۹۸ تا ۱۴۰۲ معاون هماهنگ‌کننده و رئیس ستاد فرماندهی انتظامی تهران بزرگ بود و از ۱۴۰۲ تا ۱۴۰۳ جانشینی فرمانده انتظامی تهران بزرگ را برعهده داشت. وی از آذرماه ۱۴۰۳ فرماندۀ یگان‌های ویژه پاسداران فرماندهی انتظامی است.